# لوسي إيفانغليستا
لوسي إيفانغليستا (بالإنجليزية: Lucy Evangelista)‏ هي عارضة بريطانية، ولدت في 17 يناير 1986 في بيليمينا في المملكة المتحدة.